# Верхопенье
Верхопенье — село в Ивнянском районе Белгородской области.

## География
Расположено в юго-восточной части района в 30 км от районного центра посёлка Ивня, в 55 км от областного центра — Белгорода и в 30 км от Обояни — ближайшей железнодорожной станции, в верховьях реки Пена, откуда и получило село своё название.

## Население
| 2002 | 2010  |
| ---- | ----- |
| 2220 | ↗2410 |

В 2009 году родилось 20 детей, умерло 38 человек.
За два первых квартала 2010 года родилось 18 детей, умерло 23 человека.

## Достопримечательности
- Храм Успения Пресвятой Богородицы (открыт с 28 августа 2005 года).
- Мемориальный комплекс советским воинам 1941—1945 гг.: братские могилы погибших в годы Великой Отечественной войны.[4]
- Историко-краеведческий музей, находящийся на базе Дома культуры (открыт с 12 октября 1987 года).
- Парк отдыха (с 2009 года).

## Известные уроженцы
- Абросимов Михаил Романович (1924—1944) — связист, участник Великой Отечественной войны. Герой Советского Союза.
- Казаков Николай Яковлевич (1912—1990) — участник Великой Отечественной войны. Герой Советского Союза.